# Le Milicien amoureux
Pour plus de détails, voir Fiche technique et Distribution.
Le Milicien amoureux est un film franco-ukrainien réalisé par Kira Mouratova et sorti en 1993.

## Fiche technique
- Titre : Le Milicien amoureux
- Titre original : Chuvstvitelnyy militsioner
- Réalisation : Kira Mouratova
- Scénario : Evgueni Goloubenko et Kira Mouratova, d'après Youri Oussitchenko
- Photographie : Guennadi Kariouk
- Son : Roger Di Ponio, Serguei Doubkov et Rem Sobinov
- Costumes : Elena Maksimenko
- Décors : Evgueni Goloubenko et Aleksei Bokatov
- Montage : Valentina Oleinik
- Musique : Piotr Ilitch Tchaïkovski et Aleksandr Vertinski
- Sociétés de production : Parimedia - Primodessa Film - Kinokombinat Odessa Film
- Pays de production :  Ukraine -  France
- Langue originale : russe
- Durée : 115 minutes
- Date de sortie : France - 26 mai 1993[1]

## Distribution
- Nikolaï Chatokhine : Tolia Kiriliouk, le milicien
- Irina Kovalenko : Klava
- Natalia Ralleva : Zakharova
- Sergueï Popov
- Dacha Koval
- Youri Chlykov
- Vladimir Karassiov

## Distinctions

### Récompense
- Prix spécial du jury au Festival ouvert de cinéma russe Kinotavr 1992[2]

### Rétrospectives
- Festival international du film de Moscou 2009
- Cinémathèque française 2010[3]